# Prozessionsordnung
Die Prozessionsordnung ist eine Regelung der Aufstellung bei liturgischen Prozessionen wie Ein- und Auszug sowie Flurprozessionen. Es gibt keine allgemeingültige Prozessionsordnung, sondern lediglich ein grobes Schema, das je nach örtlichen Begebenheiten und Traditionen sowie zu unterschiedlichen Anlässen stark variieren kann.
Teilnehmer einer Prozession sind meist Zelebranten, Diakone, Ministranten und andere liturgische Dienste, bei Prozessionen in Ordensgemeinschaften der Konvent mit den Novizen und Postulanten. Bei größeren Prozessionen und zu bestimmten Anlässen können auch die Gemeinde, die gottgeweihten Personen, Fahnenträger, Musikkapellen, Abordnungen örtlicher Vereine und Verbände sowie Kommunionkinder, Firmlinge oder andere Gruppen an der Prozession teilnehmen.
Der Prozession geht meist das vom Kruziferar getragene Vortragekreuz voraus. Weihrauch (Thuriferar und Navikular) und Leuchter (Ceroferar) begleiten immer das wichtigste und heiligste der Prozession, beim Ein- und Auszug zur Messe das Kreuz, bei einer eucharistischen Prozession das Allerheiligste. Weiterhin werden insbesondere bei Flurprozessionen und anderen öffentlichen Prozessionen oft Prozessionsfahnen mitgeführt.
Die typische Prozessionsordnung für Ein- und Auszug einer feierlichen heiligen Messe mit Vortragekreuz, Ceroferaren und Weihrauch sowie mehreren Konzelebranten und Diakonen sieht folgende Reihenfolge vor:
1. Thuriferar und Navikular mit Weihrauchfass und Schiffchen
2. Kruziferar und Ceroferare mit Vortragekreuz und Leuchtern
3. Bannerträger
4. Altardiener und weitere Ministranten
5. Kommunionhelfer, Lektoren und Kantoren
6. Diakone
7. Konzelebranten
8. Diakon mit Evangeliar
9. Hauptzelebrant
10. Zeremoniar
11. Mitrafer und Baculifer für Bischofsstab und Mitra (im Pontifikalamt)

Bei anderen Prozessionen gelten im Wesentlichen ähnliche Anordnungen. Der Liturg trägt in der Regel Albe und Chormantel, weitere Priester und Diakone nehmen in Chorkleidung teil. In der Liturgie der Osternacht wird die Osterkerze der Prozession vorangetragen. Bei der kirchlichen Begräbnisfeier folgt der Sarg hinter dem Klerus.